# Ixonanthes chinensis
Espèce
Classification phylogénétique
Statut de conservation UICN

 VU A1cd : Vulnérable
Ixonanthes chinensis est une espèce de plantes à fleurs de la famille des Ixonanthacées. C'est un arbre tropical d'Asie. On le trouve en Chine et au Viêt Nam.